# Florian Metz
Pour les articles homonymes, voir Metz (homonymie).
Florian Metz (né le 18 septembre 1985 à Zwettl en Autriche) est un joueur de football autrichien.

## Palmarès
- Championnat d'Autriche (1):
  - 2006
- Coupe d'Autriche (4):
  - 2005, 2006, 2007, 2009